# Jordan Addison
Jordan Lee Addison (Frederick, Maryland; 27 de enero de 2002) más conocido como Jordan Addison, es un jugador profesional estadounidense de fútbol americano, se desempeña en la posición de wide receiver en Minnesota Vikings, en la National Football League (NFL).

## Carrera
Hizo su debut profesional con el equipo Minnesota Vikings, lleva jugando una temporada, comenzó en el 2023.